# Steve Maish
Steve Maish (Southend-on-Sea, Essex, 11 november 1963) is een Engelse darter, die speelt bij de PDC. Tijdens wedstrijden is Mr Magic zijn bijnaam.
In 2003 maakte Maish zijn debuut op een groot toernooi, toen hij op de UK Open eerst Vic Hubbard versloeg en daarna verloor van voormalig wereldkampioen Steve Beaton. In 2004 speelde Maish voor het eerst op het Ladbrokes World Darts Championship, waar hij in de derde ronde verloor van Wayne Mardle. Hetzelfde jaar won hij een toernooi in Schotland, waarna hij in de derde ronde van het UK Open strandde tegen Phil Taylor.
In 2005 speelde Maish de finale van de Irish Masters, die hij verloor van James Wade. De rest van 2005 verliep minder goed voor Maish, want hij werd snel uitgeschakeld in de UK Open en plaatste zich niet voor de Las Vegas Desert Classic en de World Grand Prix. In 2006 speelde hij wel weer mee op het WK, maar hij verloor al in de eerste ronde van Jason Clarke. Verder speelde hij dat jaar twee finales. De finale van het UK Open Noord-West regionaal verloor hij van Alan Tabern en op het Antwerp Open verloor hij de finale van verdedigend kampioen Terry Jenkins. Op het UK Open van dat jaar mocht hij beginnen in de derde ronde, waar hij Colin Osborne versloeg. Vervolgens verloor hij een ronde verder van Colin Lloyd.
Nog hetzelfde jaar nam Maish wraak op Lloyd. Op het World Matchplay 2006 troffen de twee elkaar in de eerste ronde en Maish won met 10-6. Deze overwinning wordt beschouwd als een van de grootste verrassingen in de geschiedenis van het toernooi. In de volgende ronde verloor Maish van Chris Mason en hierna volgde een mindere periode. Tijdens deze periode werd hij onder andere uitgeschakeld in de eerste ronde van het Wereldkampioenschap. Hij verloor van de onbekende Wynand Havenga uit Zuid-Afrika. Vervolgens verloor hij in de US Open (darts) van Dan Olsen. Hij plaatste zich dat jaar wel voor het eerst voor de Las Vegas Desert Classic, maar verloor in de eerste ronde van John Part.
In 2008 plaatste Maish zich weer voor het WK. Nadat hij voormalig wereldkampioen Dennis Priestley versloeg, verloor hij in de tweede ronde van Tony Eccles.

## Resultaten op Wereldkampioenschappen

### PDC
- 2004: Laatste 32 (verloren van Wayne Mardle met 2-4)
- 2006: Laatste 64 (verloren van Jason Clark met 2-3)
- 2007: Laatste 64 (verloren van Wynand Havenga met 2-3)
- 2008: Laatste 32 (verloren van Tony Eccles met 3-4)
- 2009: Laatste 64 (verloren van Denis Ovens met 0-3)
- 2010: Laatste 64 (verloren van Co Stompé met 1-3)
- 2011: Laatste 64 (verloren van Mark Webster met 0-3)

## Resultaten op de World Matchplay
- 2006: Laatste 16 (verloren van Chris Mason met 7-13)